# Ауэр, Йонас
Йонас Ауэр (нем. Jonas Auer; род. 5 августа 2000, Рупрехтсхофен, Мельк) — австрийский футболист, защитник клуба «Рапид».

## Клубная карьера
Ауэр — воспитанник клуба «Санкт-Пёльтен». В 2018 году игрок подписал контракт с пражской «Славией», но так и не дебютировал за основной состав. Летом того же года Ауэр на правах аренды перешёл в «Викторию Жижков». 16 сентября в матче против «Пардубице» он дебютировал в чешской ФНЛ. 3 марта 2019 года в поединке против «Простеёва» Йонас забил свой первый гол за «Викторию Жижков». Летом 2019 года Ауэр перешёл в «Младу-Болеслав». 14 июля в матче против «Карвины» он дебютировал в Гамбринус лиге. Летом 2020 года Йонас на правах аренды вернулся в «Викторию Жижков».
Летом 2021 года Ауэр перешёл в венский «Рапид». 24 июля в матче против «Хартберга» он дебютировал в австрийской Бундеслиге. 26 мая 2022 года в поединке против «Тироля» Йонас забил свой первый гол за «Рапид».